# Augusta Sasko-Výmarská
Augusta Sasko-Výmarská, plným jménem německy: Augusta Marie Luise Katharina von Sachsen-Weimar-Eisenach (30. září 1811 Výmar – 7. ledna 1890 Berlín) byla rodem saská princezna a sňatkem s pruským králem a německým císařem Vilémem I. pruská královna a německá císařovna.

## Biografie
Narodila se jako třetí dítě/druhá dcera ze čtyř potomků saského velkovévody Karla Fridricha Sasko-Výmarského a jeho manželky, ruské velkokněžny Marie Pavlovny, dcery ruského cara Pavla I. Dospělosti se dožili dva sourozenci, sestra Marie byla díky sňatku s pruským princem Karlem švagrovou své sestry, bratr Karel Alexandr se oženil s nizozemskou princeznou Žofií.
Její otec byl uzavřený člověk, jehož jedinou vášní byla četba básní. Její matku označil Johann Wolfgang von Goethe za „jednu z nejvýznamnějších žen své doby“. Mladá Augusta získala vynikající komplexní vzdělání. Lekce malířství brala u dvorního malíře Luise Seidlera, hodiny hudby u kapelmistra Johanna Nepomuka Hummela.

### Manželství, potomci
Augusta bylo 15 let, když poznala svého budoucího manžela. Princ Vilém (22. března 1797 – 9. března 1888) ji popsal jako osobu s velkým půvabem, třebaže ji považoval za méně atraktivní, než její starší sestru Marii, jež se před nedávnem provdala za Vilémova mladšího bratra Karla. Vilémovi rodiče však na jeho sňatek s Augustou naléhali, kromě jiného i z následujícího důvodu: v té době byl Vilém zamilovaný do polské šlechtičny, kněžny Elizy Radziwiłłovny, své příbuzné (Vilém a Eliza měli společného děda, Fridricha Velikého). Následníkem pruského trůnu byl v té době Vilémův starší bratr Fridrich Vilém, neměl však se svou manželkou Alžbětou Ludovikou Bavorskou žádné děti, trůn tedy po jeho smrti měl připadnout Vilémovi. Fridrich Vilém III. věděl o vztahu Viléma a Elizy, sňatek mezi nimi však nepovažoval za možný z řady důvodů: pruský dvůr zjistil, že knížecí titul udělil Radziwiłłům teprve císař Maxmilián I. a Eliza tak pochází z příliš skromného rodu, než aby se mohla stát členkou královského domu Pruska (přitom však jejím dědem z matčiny strany byl pruský král Fridrich Veliký). Roku 1824 se král obrátil na bezdětného ruského cara Alexandra I., aby Elizu adoptoval. Car váhal, nakonec odmítl. Proti synovu manželství s polskou šlechtičnou protestovala i královna Luisa, která neměla ráda otce své potenciální snachy, knížete Antona Radziwiłła.
Za této situace v červnu roku 1826 král Fridrich Vilém zabránil synovi oženit se s Elizou. Vilém tedy začal uvažovat o další kandidátce na manželství, třebaže Elizu i nadále miloval. Nakonec srpna roku 1826 požádal o ruku princeznu Augustu. Ta souhlasila a 25. října došlo k oficiálním zásnubám. Vilém a Eliza se naposledy potkali v roce 1829. Kněžna zemřela na souchotiny roku 1834. Vilém o vztahu s Elizou napsal v dopise své sestře Charlottě, že člověk může milovat v životě pouze jedenkrát. V tomtéž dopise psal o Augustě: princezna je milá a bystrá, ale nechovám k ní žádných citů. Augusta však byla do Viléma velmi zamilovaná a plná nadějí na šťastný svazek.
11. června roku 1829, po třídenní cestě z Výmaru do Berlína, se v kapli zámku Charlottenburg uskutečnila svatba. Z manželství se narodili dva potomci:
- 1. Fridrich (18. října 1831 – 15. června 1888), německý císař a pruský král, ⚭ 1858 Viktorie Sasko-Koburská (21. listopadu 1840 – 5. srpna 1901)
- 2. Luisa Marie Alžběta (3. prosince 1838 – 23. dubna 1923), ⚭ 1858 Fridrich I. (9. září 1826 – 28. září 1907), velkovévoda bádenský

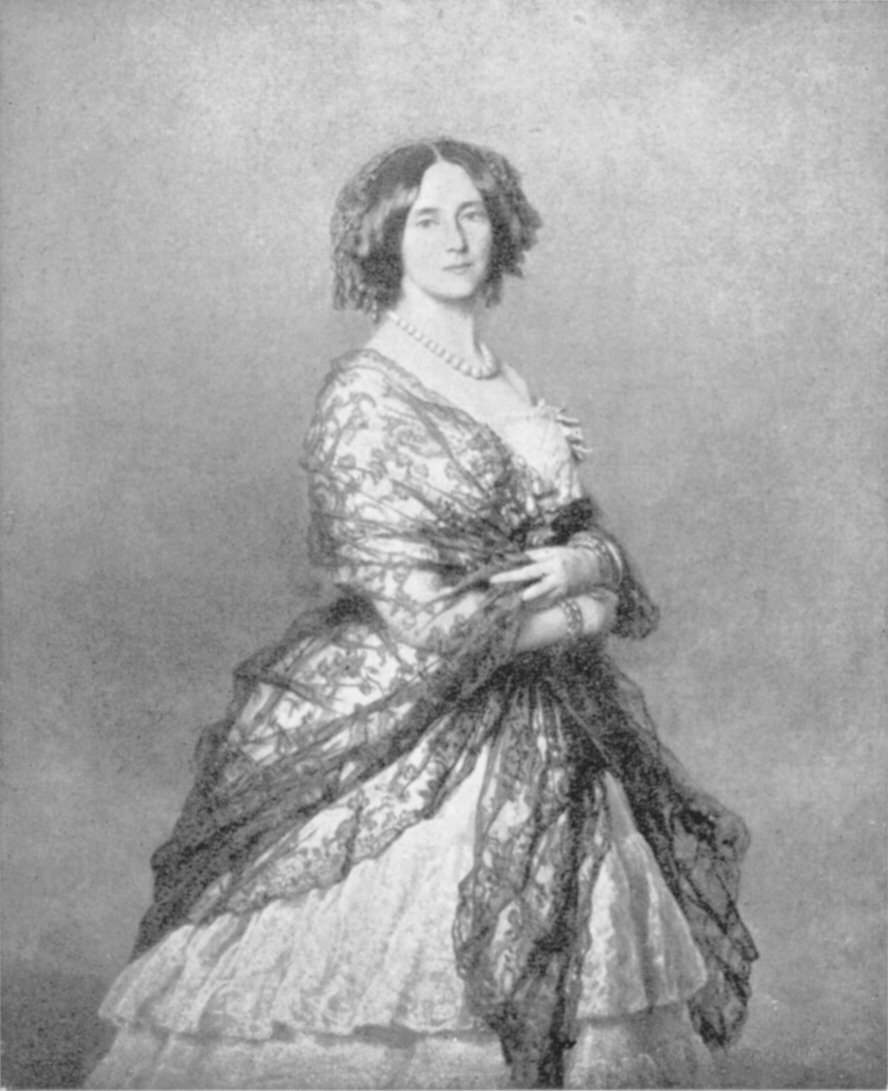
Královna Augusta na portrétu malíře Franze Xavera Winterhaltera

První týdny manželství byly pro Augustu velmi šťastné, po nějaké době však se cítila znuděná militaristickým duchem pruského dvora. Neúčastnila se ani žádných dvorských povinností, které všechny na sebe vzala její švagrová, manželka následníka trůnu Fridricha Viléma, bavorská princezna Alžběta Ludovika. Pokazil se i vztah Augusty s jejím manželem. 22. ledna 1831 si Vilém v dopise své sestře Charlottě naříkal na „nevelkou ženskost“ své manželky. To nezměnilo ani narození dvou dětí a dva potraty v letech 1842 a 1843. Roku 1840 Augusta upadla do depresí, když nemohla snést jednak milenky svého muže, jednak tlak, který byl na ni vyvíjen.

### Augusta v politice
Augusta se zajímala i o politiku. Byla osobou liberálních názorů a velké naděje vkládala do nástupu na trůn svého švagra Fridricha Viléma IV. (roku 1840), který jako následník trůnu projevoval liberální sympatie. Fridrich Vilém však realizoval konzervativní vládu a se všemi projevy libaralismu se rozloučil. Vévoda Vilém, jeho bratr a Augustin manžel, ho v tom podporoval. Za březnové revoluce roku 1848 Vilém bezohledně potlačil povstání ostřelováním Berlína; díky tomu si vysloužil přezdívku Kartätschenprinz (Kartáčový princ). V důsledku toho se stal v Prusku velmi nepopulárním a na radu bratra odjel do Londýna.
V liberálních kruzích se objevila idea přinutit Fridricha Viléma IV. k abdikaci a jeho bratra Viléma ke zřeknutí se následnických práv k trůnu. Králem by se tak stal Augustin syn Fridrich, tehdy ještě neplnoletý, a Augusta pak regentkou v jeho jméně. Tento záměr nelze potvrdit, neboť Augusta později zničila všechny dopisy a deníky z tohoto období. V červnu roku 1848 se Vilém vrátil z Londýna a o rok později se stal guvernérem provincie Porýní. Na jaře roku 1850 se on i Augusta přesunuli do Koblenze.
Život v Koblenci se Augustě líbil, mohla zde vést takový způsob života, na jaký byla zvyklá z výmarského dvora. Její syn Fridrich v té době studoval v Bonnu, stal se tak prvním pruským vévodou, který získal akademické vzdělání. V Koblenci žila řada liberálních myslitelů, např. historik Max Dunker nebo profesoři práva August von Bethmann, Clemens Theodor Pertes či Alexander von Schleinitz. Augusta byla také tolerantní ke katolíkům, což nevzbuzovalo nadšení na berlínském protestantském dvoře.
V roce 1856 se Augustina dcera Luisa provdala za bádenského velkovévodu Fridricha I. a roku 1858 se princ Fridrich oženil s dcerou britské královny Viktorie, Princess Royal Viktorií. Augusta byla velmi spokojená sňatky svých dětí a doufala, že snacha přivede Fridricha k britskému systému vlády a k liberalizaci země.

### Návrat do Berlína

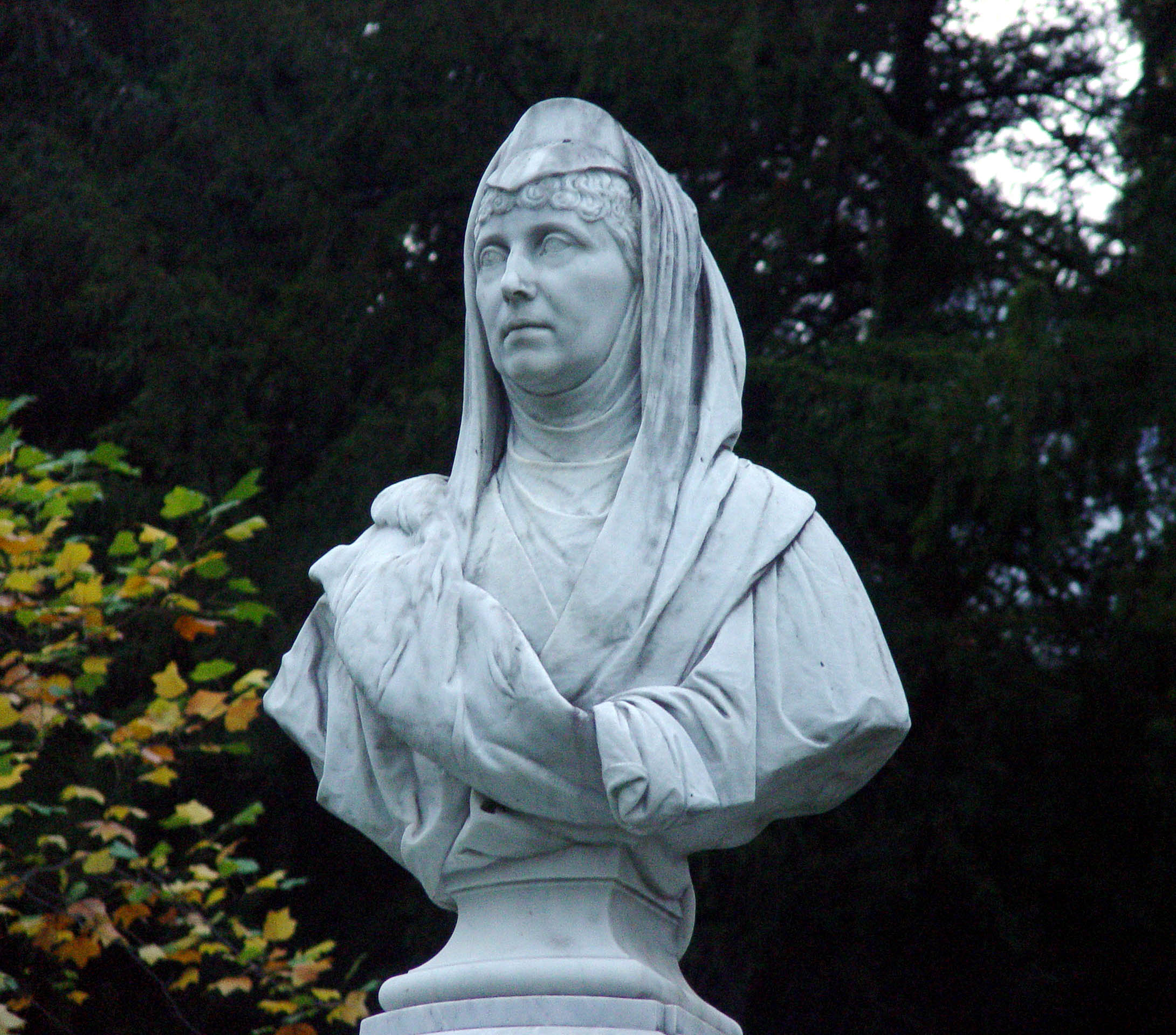
Busta Augusty v Baden-Badenu

V té době se silně zhoršil zdravotní stav Fridricha Viléma IV. V červenci roku 1857 utrpěl záchvat mrtvice a ztratil schopnost mluvit, další záchvaty pak ochromily jeho mozkové funkce, takže nebyl schopen vládnout; jeho bratr princ Vilém se tak stal v roce 1858 regentem. V té době se Vilém a manželkou vrátili do Berlína. Král Fridrich Vilém IV. pomalu umíral ještě tři a půl roku. Zemřel 2. ledna 1861, nedlouho poté následován svým pobočníkem Leopoldem von Gerlachem. Tím se stal jeho bratr Vilém pruským králem Vilémem I.
Když se Vilém stal roku 1861 králem, rozloučil se s bratrovými ministry a povolal nové, především liberály, které poznal v Koblenci. A. von Schleinitz se stal ministrem zahraničních věcí, A. von Bethmann ministrem kultury a Karl Anton von Hohenzollern-Sigmaringen premiérem. Někteří viděli za těmito nominacemi královnu Augustu, třebaže její vliv na manželovu politiku byl nevelký. To se jasně projevilo o několik měsíců později, když Vilém rozpustil parlament a jmenoval premiérem Otto von Bismarcka. Královna a premiér se záhy dostali do konfliktu. Augustě vadila především Bismarckova zahraniční politika, zvláště pak válka s Rakouskem.
Nedlouho poté královna opět upadla do deprese a začala znovu s léčebnými pobyty v Baden-Badenu. V té době se obyvatelstvo Pruska radovalo z vítězství nad Rakouskem v bitvě u Hradce Králové. Zatímco však národ jásal, Augusta oplakávala padlé a raněné. Zhoršily se i její vztahy se snachou, která začala podporovat Bismarckovu politiku. Hluboce zbožná královna považovala Viktorii za „nereligiózní“ osobu a projevovala jí nechuť při každé příležitosti. Velkou lásku však chovala ke svému vnukovi Vilémovi.
Augusta, která nesouhlasila s militaristickou politikou Bismarckovou, založila roku 1864 Národní společenstvo žen, které se věnovalo raněným a nemocným vojákům. Založila rovněž řadu nemocnic, jež existují dodnes.

## Německá císařovna
Čtyři roky po skončení války s Rakouskem, v roce 1870, vypukl nový konflikt – Prusko-francouzská válka. Jejím důsledkem kromě jiného bylo, to, že král Vilém I. byl korunován na německého císaře a jeho manželka Augusta německou císařovnu. Pro Augustu to byla svého druhu osobní prohra. Chtěla sice sjednocení Německa prostřednictvím Pruska, nikoli však proléváním krve, ale na základě „morálního povstání“. Roku 1872 založila v Postupimi školu pro dcery padlých ve válce s Francií.
V dalších letech se Augusta smířila s Bismarckem, kterého považovala za jediného člověka schopného podpořit jejího milovaného vnuka Viléma. Ten však byl jiného názoru a propustil Bismarcka krátce po svém nástupu na trůn.
Augusta trpěla delší dobu revmatismem. Její stav se zhoršil v červnu roku 1881 natolik, že se od té doby pohybovala již jen na invalidním vozíku.
Augustin manžel zemřel 9. března roku 1888. Pouhých 99 dní po něm zemřel na rakovinu hrtanu její syn Fridrich III. Na trůn usedl její oblíbený vnuk Vilém II. Augusta sama pak zemřela 7. ledna roku 1890 a byla pochována po boku svého manžela v Charlottenburgu.

## Ocenění
- Řád černé orlice
- Královský pruský řád Luisin
- Řád sv. Kateřiny
- Řád královny Marie Luisy

## Vývod z předků
|                          |                                             |  |                                      |                                       |  |  |  |  |  |  |  | Arnošt August I. Sasko-Výmarsko-Eisenašský |
|                          |                                             |  |                                      |                                       |  |  |  |  |  |  |  |                                            |
|                          | Arnošt August II. Sasko-Výmarsko-Eisenašský |  |                                      |                                       |  |  |  |  |  |  |  |                                            |
|                          |                                             |  |                                      |                                       |  |  |  |  |  |  |  |                                            |
|                          |                                             |  |                                      | Žofie Šarlota Braniborsko-Bayreuthská |  |  |  |  |  |  |  |                                            |
|                          |                                             |  |                                      |                                       |  |  |  |  |  |  |  |                                            |
|                          | Karel August Sasko-Výmarsko-Eisenašský      |  |                                      |                                       |  |  |  |  |  |  |  |                                            |
|                          |                                             |  |                                      |                                       |  |  |  |  |  |  |  |                                            |
|                          |                                             |  |                                      | Karel I. Brunšvicko-Wolfenbüttelský   |  |  |  |  |  |  |  |                                            |
|                          |                                             |  |                                      |                                       |  |  |  |  |  |  |  |                                            |
|                          | Anna Amálie Brunšvicko-Wolfenbüttelská      |  |                                      |                                       |  |  |  |  |  |  |  |                                            |
|                          |                                             |  |                                      |                                       |  |  |  |  |  |  |  |                                            |
|                          |                                             |  |                                      | Filipína Šarlota Pruská               |  |  |  |  |  |  |  |                                            |
|                          |                                             |  |                                      |                                       |  |  |  |  |  |  |  |                                            |
|                          | Karel Fridrich Sasko-Výmarsko-Eisenašský    |  |                                      |                                       |  |  |  |  |  |  |  |                                            |
|                          |                                             |  |                                      |                                       |  |  |  |  |  |  |  |                                            |
|                          |                                             |  |                                      | Ludvík VIII. Hesensko-Darmstadtský    |  |  |  |  |  |  |  |                                            |
|                          |                                             |  |                                      |                                       |  |  |  |  |  |  |  |                                            |
|                          | Ludvík IX. Hesensko-Darmstadtský            |  |                                      |                                       |  |  |  |  |  |  |  |                                            |
|                          |                                             |  |                                      |                                       |  |  |  |  |  |  |  |                                            |
|                          |                                             |  |                                      | Šarlota z Hannau-Lichtenbergu         |  |  |  |  |  |  |  |                                            |
|                          |                                             |  |                                      |                                       |  |  |  |  |  |  |  |                                            |
|                          | Luisa Augusta Hesensko-Darmstadtská         |  |                                      |                                       |  |  |  |  |  |  |  |                                            |
|                          |                                             |  |                                      |                                       |  |  |  |  |  |  |  |                                            |
|                          |                                             |  |                                      | Kristián III. Falcko-Zweibrückenský   |  |  |  |  |  |  |  |                                            |
|                          |                                             |  |                                      |                                       |  |  |  |  |  |  |  |                                            |
|                          | Karolina Falcko-Zweibrückenská              |  |                                      |                                       |  |  |  |  |  |  |  |                                            |
|                          |                                             |  |                                      |                                       |  |  |  |  |  |  |  |                                            |
|                          |                                             |  |                                      | Karolína Nasavsko-Saarbrückenská      |  |  |  |  |  |  |  |                                            |
|                          |                                             |  |                                      |                                       |  |  |  |  |  |  |  |                                            |
| 'Augusta Sasko-Výmarská' |                                             |  |                                      |                                       |  |  |  |  |  |  |  |                                            |
|                          |                                             |  |                                      |                                       |  |  |  |  |  |  |  |                                            |
|                          |                                             |  | Karel Fridrich Holštýnsko-Gottorpský |                                       |  |  |  |  |  |  |  |                                            |
|                          |                                             |  |                                      |                                       |  |  |  |  |  |  |  |                                            |
|                          | Petr III. Ruský                             |  |                                      |                                       |  |  |  |  |  |  |  |                                            |
|                          |                                             |  |                                      |                                       |  |  |  |  |  |  |  |                                            |
|                          |                                             |  |                                      | Anna Petrovna                         |  |  |  |  |  |  |  |                                            |
|                          |                                             |  |                                      |                                       |  |  |  |  |  |  |  |                                            |
|                          | Pavel I. Ruský                              |  |                                      |                                       |  |  |  |  |  |  |  |                                            |
|                          |                                             |  |                                      |                                       |  |  |  |  |  |  |  |                                            |
|                          |                                             |  |                                      | Kristián August Anhaltsko-Zerbstský   |  |  |  |  |  |  |  |                                            |
|                          |                                             |  |                                      |                                       |  |  |  |  |  |  |  |                                            |
|                          | Kateřina II. Veliká                         |  |                                      |                                       |  |  |  |  |  |  |  |                                            |
|                          |                                             |  |                                      |                                       |  |  |  |  |  |  |  |                                            |
|                          |                                             |  |                                      | Johana Alžběta Holštýnsko-Gottorpská  |  |  |  |  |  |  |  |                                            |
|                          |                                             |  |                                      |                                       |  |  |  |  |  |  |  |                                            |
|                          | Marie Pavlovna Romanovová                   |  |                                      |                                       |  |  |  |  |  |  |  |                                            |
|                          |                                             |  |                                      |                                       |  |  |  |  |  |  |  |                                            |
|                          |                                             |  |                                      | Karel Alexandr Württemberský          |  |  |  |  |  |  |  |                                            |
|                          |                                             |  |                                      |                                       |  |  |  |  |  |  |  |                                            |
|                          | Fridrich II. Evžen Württemberský            |  |                                      |                                       |  |  |  |  |  |  |  |                                            |
|                          |                                             |  |                                      |                                       |  |  |  |  |  |  |  |                                            |
|                          |                                             |  |                                      | Marie Augusta Thurn-Taxis             |  |  |  |  |  |  |  |                                            |
|                          |                                             |  |                                      |                                       |  |  |  |  |  |  |  |                                            |
|                          | Žofie Dorota Württemberská                  |  |                                      |                                       |  |  |  |  |  |  |  |                                            |
|                          |                                             |  |                                      |                                       |  |  |  |  |  |  |  |                                            |
|                          |                                             |  |                                      | Fridrich Vilém Braniborsko-Schwedtský |  |  |  |  |  |  |  |                                            |
|                          |                                             |  |                                      |                                       |  |  |  |  |  |  |  |                                            |
|                          | Bedřiška Braniborsko-Schwedtská             |  |                                      |                                       |  |  |  |  |  |  |  |                                            |
|                          |                                             |  |                                      |                                       |  |  |  |  |  |  |  |                                            |
|                          |                                             |  |                                      | Žofie Dorota Pruská                   |  |  |  |  |  |  |  |                                            |
|                          |                                             |  |                                      |                                       |  |  |  |  |  |  |  |                                            |